# Rhaphidistia
Rhaphidistia är ett släkte av svampdjur. Rhaphidistia ingår i familjen Trachycladidae.
Kladogram enligt Catalogue of Life:
| Rhaphidistia | \| \| Rhaphidistia mirabilis \| \| \| \| \| \| Rhaphidistia spectabilis \| \| \| \| |
|              | \| \| Rhaphidistia mirabilis \| \| \| \| \| \| Rhaphidistia spectabilis \| \| \| \| |
|              | Trachycladus                                                                        |
|              |                                                                                     |
|              | Rhaphidistia mirabilis                                                              |
|              |                                                                                     |
|              | Rhaphidistia spectabilis                                                            |
|              |                                                                                     |

|  | Rhaphidistia mirabilis   |
|  |                          |
|  | Rhaphidistia spectabilis |
|  |                          |